# Max Schellenberg
Max Schellenberg (Hittnau, 6 ottobre 1927 – Hittnau, 26 maggio 2000) è stato un ciclista su strada svizzero.
Professionista dal 1952 al 1960. Nel 1955 vinse il Campionato di Zurigo.
Nello stesso anno concluse al terzo posto il Tour de Romandie ed al sesto il Tour de Suisse.

## Palmarès
- 1954 (Condor, una vittoria)

10ª tappa Giro d'Europa (Bologna > Como)
- 1955 (Condor, una vittoria)

Campionato di Zurigo
- 1957 (Condor, una vittoria)

1ª tappa Tour de Suisse (Zurigo > Thalwil)
- 1959 (Mondia, una vittoria)

Berna-Ginevra

### Altri successi
- 1959 (Mondia, due vittorie)

Criterium di Emmenbrücke
Criterium di Lucerna

## Piazzameenti

### Grandi giri
- Tour de France

1953: 67º
1955: 61º
1956: 47º
1957: ritirato (21ª tappa)
1958: ritirato (14ª tappa)
- Giro d'Italia

1955: 83º
1957: 46º

### Classiche monumento
- Milano-Sanremo

1953: 91º
1958: 75º

### Competizioni mondiali
- Campionati del mondo

Moorslede 1950 - In linea dilettanti: 20º
Varese 1951 - In linea dilettanti: 7º
Copenaghen 1956 - In linea: ritirato
Waregem 1957 - In linea: 32º
Karl-Marx-Stadt 1960 - In linea: ritirato